# Yúsuf ibn Abi 'l-Saŷ
Yusuf ibn Abi'l-Saŷ (muerto en 928) fue el emir sayí de Azerbaiyán desde el 901 hasta su muerte. Era hijo de Abi'l-Saj Devdad

## Guerra contra armenios y georgianos
Yusuf llegó al poder en 901 al derrocar a su sobrino, Devdad Ibn Muhammad. Arrasó las murallas de Maragha y trasladó la capital a Ardabil. Poco después, el rey bagratí de Armenia, Smbat I, ofreció convertirse en un vasallo directo del califa al-Muktafi. Como esto amenazaba los intereses de los sajines en Armenia, Yusuf exigió que Smbat compareciera ante él. Cuando el Bagratid se negó, invadió Armenia. Finalmente se llegó a un acuerdo entre las dos partes en 903; Smbat recibió una corona de Yusuf, reconociéndolo como su señor supremo.
Yusuf nunca formalizó sus relaciones con el califa, y se volvieron hostiles el uno hacia el otro. En 908 un ejército califal fue enviado contra Yusuf, pero al-Muktafi murió y su sucesor al-Muqtadir hizo las paces con el Sajid. El visir de Al-Muqtadir, Ali ibn al-Furat, había sido instrumental en el establecimiento de la paz; a partir de entonces, Yusuf lo consideró su protector en Bagdad y, a menudo, lo nombró en sus monedas. La paz permitió que Yusuf fuera investido con los gobiernos de Azerbaiyán y Armenia en 909 por el califa.
Durante el conflicto entre el Yusuf y el califato, este último había alentado al rey Smbat a oponerse al Sajid. Después de resolver sus relaciones con el califa, Yusuf decidió tomar represalias. Encontró un aliado dispuesto en el príncipe de Vaspurakan, Gagik Artsruni, que estaba involucrado en una disputa con los Bagratid sobre la provincia de Nakhichevan. Gagik se convirtió en el vasallo de Yusuf y el Sajid le dio una corona. En 909, Yusuf tomó Nakhichevan y, junto con Gagik, obtuvo el control de Siunikh. Luego persiguió a Smbat por todo el país, y después de pasar el invierno en Dvin derrotó en 910 a un ejército bajo el mando de los dos hijos de Smbat, Ashot y Mushel, al norte de Ereván.. Mushel fue capturado y envenenado.
La guerra entre los Sajids y los Bagratids continuó, durante la cual el país fue devastado y los armenios sufrieron la opresión religiosa a manos de los musulmanes. Alrededor de 913 Yusuf logró atrapar a Smbat en una de sus fortalezas. Aunque el asedio no pudo forzar la rendición de la fortaleza, Smbat decidió voluntariamente entregarse a Yusuf en un esfuerzo por terminar la guerra. Yusuf inicialmente lo dejó ir, pero luego lo arrestó y lo mantuvo en prisión un año. Durante el asedio de Erenjak, en un esfuerzo por convencer a los defensores de rendirse, Yusuf hizo torturar y ejecutar a Smbat ante las murallas de la fortaleza. El cuerpo fue enviado a Dvin y colgado allí. El hijo de Smbat, Ashot, lo sucedió como Ashot II. Yusuf inicialmente intentó derrotarlo también; Gagik se negó a cooperar, por lo que estableció el Ashot Sparapet como rey rival en Dvin. Ashot II pudo ganar la lealtad de los armenios, sin embargo, y también pudo contar con el apoyo de los bizantinos . Dado que Yusuf estaba teniendo sus propios problemas con el califato de nuevo, hizo las paces con Ashot en 917, dándole una corona.
En 914, Yusuf Ibn Abi'l-Saj, conocido por los georgianos como Abu l'Kasim, también hizo campaña en los territorios georgianos . Esta campaña fue uno de los últimos intentos importantes por parte del Califato de Abbasid para mantener su dominio de las tierras georgianas, que, en ese momento, eran un mosaico de estados rivales, nativos y musulmanes. Yusuf convirtió a Tiflis en la base de sus operaciones. Primero invadió Kakheti y se apoderó de las fortalezas de Ujarma y Bochorma, pero la primera fue devuelta al gobernante Kakhetian Kvirike tras su petición de paz. Yusuf luego se dirigió a Kartli, solo para ver las fortificaciones de Uplistsikhe demolido por sus defensores. A partir de ahí, el emir entró en Samtskhe y Javakheti. Incapaz de tomar el control de la fortaleza de Tmogvi, capturó la fortaleza de Q'ueli y mató a su defensor Gobron. Las fuentes musulmanas guardan silencio acerca de estos eventos.

## Encarcelamiento, rehabilitación y muerte
Después del despido del visir Ibn al-Furat, Yusuf había comenzado a retener parte del tributo anual debido al califa. En 915 o 916 encarceló a un enviado califal, aunque luego lo liberó y lo envió de vuelta con regalos y dinero. Después de que Ibn al-Furat recuperó el vizierate en 917, conquistó a Zanjan, Abhar, Qazvin y Raya los samánidas y esperaba que Ibn al-Furat suavizara las cosas con al-Muqtadir. El califa, sin embargo, envió airadamente un ejército contra Yusuf, que lo derrotó. La llegada de un segundo ejército abasí bajo Mu'nis al-Khadimhizo que Yusuf se retirara a Ardebil. Aunque Ibn al-Furat intentó convencer a al-Muqtadir para que reconociera a Yusuf como gobernador, el califa se negó. En 918, el ejército abasí fue derrotado por Yusuf cerca de Ardabil, pero en 919 el Sajid fue derrotado. Yusuf fue capturado y llevado de vuelta a Bagdad, donde estuvo encarcelado durante tres años. Durante este tiempo, su fiel ghulam Subuk tomó el control de Azerbaiyán y mantuvo la provincia mientras su señor estaba en Bagdad, derrotando a un ejército abasí enviado contra él.
En 922 Yusuf fue liberado y el califa lo invistió con la gobernación de Azerbaiyán y las provincias que había conquistado de los samánidas. Al regresar a Azerbaiyán, descubrió que Subuk había muerto. En 924 conquistó a Ray de su gobernador, que se había rebelado contra Samanids. Después de dejar el área y ocupar Hamadan, la gente de Ray expulsó a sus oficiales. En 925, el Sajid regresó brevemente a Ray.
En 926, el califa ordenó a Yusuf que se hiciera cargo de la campaña contra los Qarmatianos de Baréin. En 927, a pesar de tener una gran ventaja numérica, el ejército de Yusuf fue derrotado por los Qarmatianos cerca de Kufa. El Sajid fue capturado y en 928 asesinados. En Azerbaiyán fue sucedido por su sobrino Abu'l-Musafir al-Fath.